# Naturreservat Arådalen

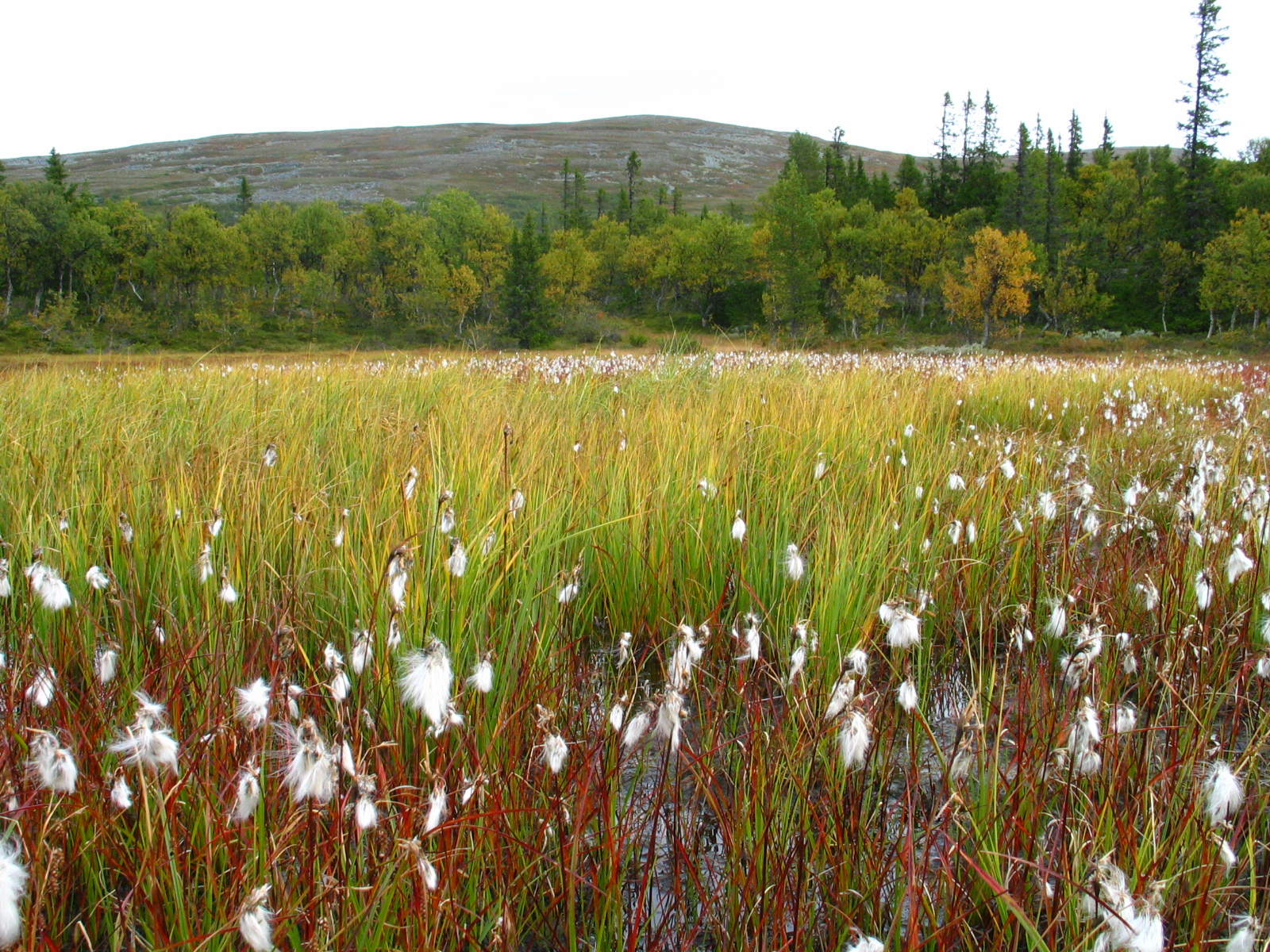
Typische Wald-Sumpflandschaft im Arådalen Naturreservat

Das Naturreservat Arådalen (Arådalens naturreservat) wurde 2006 auf dem Gebiet um Arådalen in Schweden ausgewiesen und ist Bestandteil des europaweiten Natura 2000-Projektes.
Mit einer Größe von 10.972 ha zählt es zu den größten Naturreservaten in Jämtland. Große Teile der Umgebung waren in den vergangenen Jahrhunderten als Weideland für die Bauern in den Orten Oviken und Myssjö sehr wichtig. Innerhalb des Schutzgebietes liegen unter anderem die Almen Östra Arådalen und Valskaftet sowie der Bergrücken Busjöfjället und der See Buhösten.
Koordinaten: 62° 53′ 43″ N, 13° 37′ 50″ O
Die Landschaft besteht aus Moor und Wald. Es gibt hier sowohl Hoch- als auch Niedermoore. Die festen Bereiche dieser Moore sind von Lappland-Weiden, Spieß-Weiden sowie Seggenbeständen bewachsen. Auf den weichen Lagen, die weite Gebiete bedecken, dominieren vor allem die verschiedenen Seggenarten. Die bewaldeten Bereiche werden von mehr oder weniger geschlossenem Fichtenwald dominiert, welcher von einzelnen Mooren unterbrochen wird. Vor allem in höher gelegenen Regionen spielen auch Laubbaumarten, wie Moor-Birke, Zwerg-Birke und Eberesche eine große Rolle. Kiefern kommen vereinzelt in oder am Rande der Moore vor. Streckenweise gibt es verhältnismäßig viel liegendes und stehendes Totholz sowie einen großen Anteil vom Wind gebrochener und vertrockneter, alter Fichten. Diese stellen einen wichtigen Lebensraum für zahlreiche Insekten, Käfer und Pilze dar.